# Missing (serie de televisión de 2012)
Missing es una serie de televisión dramática creada por Gregory Poirier para su visionado a través de ABC. Estuvo protagonizada por Ashley Judd, Cliff Curtis y Sean Bean y se emitió entre el 15 de marzo de 2012 al 17 de mayo del mismo año.
El 17 de mayo de 2011 ABC anunció que la serie se transmitirá como un reemplazo de temporada en 2012, donde diez episodios recibieron la orden de la primera temporada. ABC canceló la serie el 11 de mayo de 2012.

## Argumento
Rebecca "Becca" Winstone (Ashley Judd) es una viuda y exagente de la CIA con un hijo de 18 años de edad, Michael (Nick Eversman). En 2001, cuando Becca y su esposo Paul Winstone (Sean Bean) fueron activos agentes de la CIA, Paul fue asesinado en un atentado con coche bomba presenciado por su hijo. En el episodio piloto, Michael le informa a su madre que ha sido aceptado en un programa de arquitectura de verano en Roma, Italia. Becca, que ahora vive una vida normal trabajando en una floristería, no se atreve a dejarlo ir, pero luego lo deja. Después de no tener noticias de él desde hace más de una semana y recibir una llamada de la escuela de arquitectura que le informaba que Michael se ha ido del dormitorio, Becca viaja a Roma para seguirle la pista, pero se encuentra en el centro de una conspiración internacional con la participación de la CIA y un agente de la Interpol que una vez fue su amante.

## Reparto

### Personajes principales
- Ashley Judd como Rebecca "Becca" Winstone.
- Cliff Curtis como Agente Dax Miller.
- Sean Bean como Paul Winstone.
- Nick Eversman como Michael Winstone.
- Adriano Giannini como Giancarlo Rossi.
- Teresa Voříšková como Oksana.

### Personajes secundarios
- Keith Carradine como Martin Newman, Becca's former CIA trainer y mentor; también es el padrino de Michael.
- Aunjanue Ellis como Mary Dresden, socio de negocios de Becca y amigo cercano.
- Laura Donnelly como Violeta Heath, miembro del equipo de Miller de la CIA.
- Gina McKee como Jamie Ortega, director de la CIA a cargo de la estación de Dax, con sede en Washington D. C..
- Jason Wong como Fitzpatrick, un miembro del equipo de Miller de la CIA.
- Jessica Boone como Rabia, técnico en computación CIA.
- Karel Roden como Víctor Asimov, un ex espía ruso.
- Nikola Navratil como Maxim Asimov, un asesino a sueldo profesional, y es hijo de Víctor.